# Utovo
Utovo (makedonska: Утово) är en ort i Nordmakedonien. Den ligger i kommunen Demir Hisar, i den sydvästra delen av landet, 90 kilometer söder om huvudstaden Skopje. Utovo ligger 678 meter över havet och antalet invånare är 130.